# Иоанн (Широков)
Епископ Иоанн (в миру Андрей Алексеевич Широков; 7 [19] декабря 1893, Казань — 19 августа 1937, Донское кладбище, Москва) — епископ Русской православной церкви, епископ Волоколамский, викарий Московской епархии.

## Биография
По окончании гимназии, он решил оставить мир и уйти в монастырь. Однако, его решению воспрепятствовали родители: они уговорили его поступить в университет.
В 1917 году он окончил Казанский университет и оставлен профессорским стипендиатом по кафедре Истории Церкви.
В 1922 году поступил послушником в Казанский Иоанно-Предтеченский монастырь.
4 января 1923 года «ввиду гонений на Церковь, из желания послужить ей» епископом Чистопольским Иоасафом пострижен в монашество с именем Иоанн, вскоре рукоположен в сан иеромонаха.
В докладе Патриарху Тихону благочинного 1 Закаспийского округа, церкви Св. Креста г. Полторацка (Асхабад) священника Павла Каллистова от 8 сентября 1923 года в том числе значилось: «Туркестану необходим уже самостоятельный епископ — „… кандидат с богословским образованием, строгой иноческой жизни, пламенный проповедник и политически благонадежный“. Епископ Андрей Уфимский — рекомендует иеромонаха Иоанна (Андрея Алексеевича Широкова)».
В 1925—1926 годах отбывал заключение в Соловецком лагере особого назначения.
4 ноября 1929 года хиротонисан во епископа Марийского, викария Нижегородской епархии.
В 1930 году временно управлял Казанской епархией.

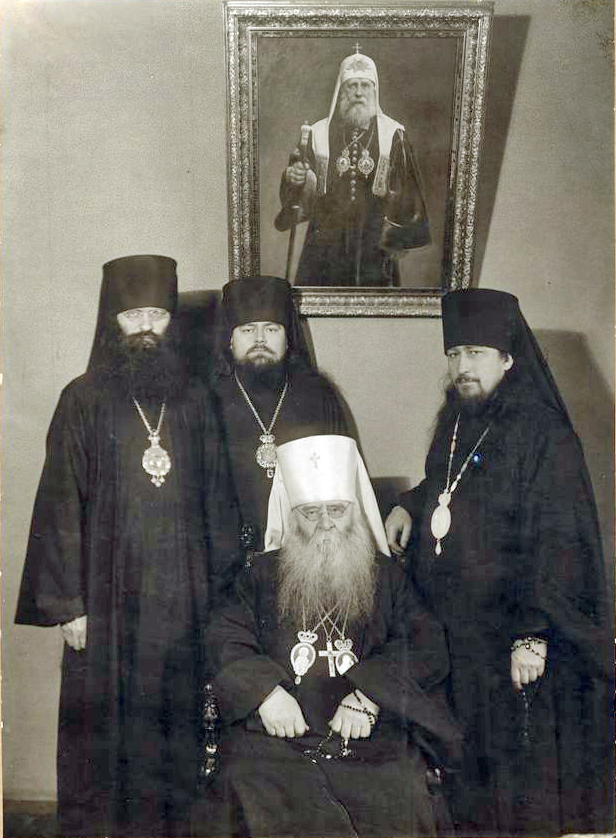
Блаженнейший митрополит Московский и Коломенский Сергий (Страгородский) с викариями Московской епархии. Слева епископ Иоанн (Широков), в центре епископ Сергий (Воскресенский), справа епископ Алексий (Сергеев).

С 2 июня 1931 года — епископ Чебоксарский.
С 29 июля 1931 года — епископ Марийский, викарий Нижегородской епархии.
С 16 сентября 1931 года — епископ Волоколамский, викарий Московской епархии.
10 апреля 1934 года Заместителем Патриаршего Местоблюстителя митрополитом Сергием (Страгородским) назначен «епископом Балахнинским, управляющим Горьковской епархией и исполняющим обязанности Областного Архиерея Горьковского края, в отсутствии из епархии Митрополита Горьковского».
3 мая того же года управляющим горьковской епархией был назначен митрополит Евгений (Зёрнов), а епископ Иоанн получил титул епископа епископ Муромского, викария Горьковской епархии.
С 14 мая 1934 года — епископ Орехово-Зуевский, викарий Московской епархии.
По сведениям О. А. Кавелиной, служил в храме Григория Неокесарийского на Полянке в Москве. Службы были длинные, уставные.
С января 1936 года — епископ Дмитровский, викарий Московской епархии.
С 19 июля 1936 года — епископ Волоколамский, викарий Московской епархии.
После богослужения, несмотря на поздний час, он всех благословлял и затем из Москвы выезжал за город к себе в келию. На улице и дома всегда был в рясе и скуфье и с чётками на руке. Последняя служба его была в Великий Понедельник на Страстной седмице. Накануне сам пропел «Чертог Твой».
27 апреля 1937 года арестован. Расстрелян 19 августа 1937 года.
О казни епископа Иоанна известно не было, поэтому 27 октября 1943 года Патриарх Московский и всея Руси Сергий обратился в Совет по делам Русской православной церкви с ходатайством о амнистии и привлечении к церковной работе ряда иерархов, в том числе и епископа Иоанна; в ответ власти сообщили о смерти епископа Иоанна в заключении.